# Koning der Koningen (Monroe)
Het beeld Koning der Koningen (Engels: King of Kings) was een 19 meter hoog standbeeld van Jezus Christus aan de oostelijke zijde van snelweg Interstate 75 bij de Solid Rock Church, een megakerk bij de Amerikaanse plaats Monroe.

## Beschrijving
Het standbeeld werd op 15 juni 2010 verwoest door een blikseminslag en een daarop volgende brand. Het beeld stond bij het buitenpandige amfitheater van de kerk en was geplaatst op een eiland in een vijver, dat door de kerk werd gebruikt om te dopen. Geflankeerd met fonteinen kon het Koning der Koningenbeeld met een belichtingsinstallatie in verschillende kleuren worden belicht. Het 7 ton wegende beeld toonde de Heiland vanaf de borst met Zijn hoofd en armen geheven naar de hemel. De overspanning tussen beide opgeheven handen bedroeg 13 meter en aan de basis lag een 12 meter lang kruis.
Het standbeeld werd ontworpen door Brad Coriell, gebeeldhouwd door James Lynch en gemonteerd door Mark Mitten. Het metalen frame voor het beeld werd vervaardigd in het nabijgelegen Lebanon, het beeldhouwwerk werd verricht in Jacksonville en vervolgens getransporteerd naar Monroe. Het bouwmateriaal bestond voornamelijk uit polystureen met daarover heen een laag glasvezelversterkte kunststof. 
In september kwam het Koning der Koningenbeeld gereed. De kosten bedroegen ongeveer $250.000. De werkelijke kosten zouden hoger zijn uitgevallen, maar werden gedrukt dankzij het feit dat de ontwerper Brad Coriell een deel van zijn werktijd aan het project schonk.

## Bijnamen
Het beeld kreeg van inwoners en mensen die over de snelweg reisden meerdere bijnamen, zowel spottend als toegenegen bedoeld.

## Herbouw
Naar aanleiding van de brand verklaarde de voorganger dat de gemeente van plan was om het standbeeld met onbrandbaar materiaal te herbouwen. In de dagen na de verwoesting verscheen er op het digitale bord van de kerk de boodschap "Hij zal terugkomen", een knipoog naar de door gelovigen verwachte wederkomst van Jezus.
De totale schade aan het beeld en het amfitheater van de kerk bedroeg $700.000; $300.000 voor het beeld en $400.000 voor het amfitheater. De dierenrechtenorganisatie PETA bood via een anonieme christelijke donateur hulp bij de financiering aan voor de herbouw, als de organisatie werd toegestaan om veganisme in de kerk te promoten. 
De bouw van een nieuw beeld met de naam Lux Mundi (Licht der Wereld) begon in juni 2012. De inhuldiging ervan vond plaats op 30 september 2012.